# Абботтстаун (Пенсільванія)
Абботтстаун (англ. Abbottstown) — місто (англ. borough) в США, в окрузі Адамс штату Пенсільванія. Населення — 1011 осіб (2010).

## Географія
Абботтстаун розташований за координатами 39°52′54″ пн. ш. 76°59′34″ зх. д. / 39.88167° пн. ш. 76.99278° зх. д. (39.881770, -76.992788).  За даними Бюро перепису населення США в 2010 році місто мало площу 1,44 км², з яких 1,42 км² — суходіл та 0,02 км² — водойми.

## Демографія
Згідно з переписом 2010 року, у селищі мешкало 1011 осіб у 371 домогосподарстві у складі 278 родин. Густота населення становила 704 особи/км².  Було 388 помешкань (270/км²).
Расовий склад населення:
| - 92,7 % — білих - 1,4 % — чорних або афроамериканців - 1,0 % — азіатів - 0,1 % — корінних американців - 3,7 % — осіб інших рас |

До двох чи більше рас належало 1,2 %. Частка іспаномовних становила 9,4 % від усіх жителів.
За віковим діапазоном населення розподілялося таким чином: 25,6 % — особи молодші 18 років, 64,7 % — особи у віці 18—64 років, 9,7 % — особи у віці 65 років та старші. Медіана віку мешканця становила 37,1 року. На 100 осіб жіночої статі у селищі припадало 97,5 чоловіків;  на 100 жінок у віці від 18 років та старших — 98,9 чоловіків також старших 18 років.
Середній дохід на одне домашнє господарство  становив 59 001 долар США (медіана — 56 641), а середній дохід на одну сім'ю — 62 740 доларів (медіана — 58 438). Медіана доходів становила 46 071 долар для чоловіків та 31 146 доларів для жінок. За межею бідності перебувало 7,8 % осіб, у тому числі 11,1 % дітей у віці до 18 років та 0,0 % осіб у віці 65 років та старших.
Цивільне працевлаштоване населення становило 499 осіб. Основні галузі зайнятості: виробництво — 26,3 %, роздрібна торгівля — 15,2 %, освіта, охорона здоров'я та соціальна допомога — 14,8 %.